# Prvenstvo Splitskog nogometnog podsaveza 1923./24.
Prvenstvo Splitskog nogometnog podsaveza 1923/24.
Splitski nogometni podsavez podijelio je klubove u dvije grupe: Grupa A - Split i Grupa B - Pokrajina.
Grupa A:

Prvenstvo je započelo 18. ožujka 1923, a završilo 4. svibnja 1924. 
 Uskoka nema na službenom rasporedu za prvenstveno natjecanje, ali se pojavljuje u proljetnom dijelu prvenstva.
| Poredak | Klub   | Utakmica | Pobjeda | Neodlučeno | Poraza | Postigli golova | Primili golova | Gol-razlika | Bodova |
| ------- | ------ | -------- | ------- | ---------- | ------ | --------------- | -------------- | ----------- | ------ |
| 1.      | Hajduk | 5        | 5       | 0          | 0      | 39              | 3              | +36         | 10     |
| 2.      | Split  | 5        | 2       | 1          | 2      | 11              | 14             | -3          | 5      |
| 3.      | Borac  | 5        | 1       | 1          | 3      | 6               | 22             | -16         | 3      |
| 4.      | Uskok  | 3        | 0       | 0          | 3      | 1               | 18             | -17         | 0      |

Grupa B:
U grupi B natjecali su se sljedeći klubovi: Velebit (Sinj), Zmaj (Makarska), Biokovo (Makarska), GOŠK (Gruž), Jug (Dubrovnik), Građanski (Dubrovnik), Slaven (Gruda), Primorac (Kotor), Crnogorac (Cetinje), Lovćen (Cetinje), Balšić (Podgorica), Jadran (Bar).